# Hästens öga
Hästens öga är en svensk dramaserie i svartvitt från 1987 i regi av Lárus Óskarsson. Huvudrollen som Valle spelades av Jesper Lager och hans vän Märta av Ulrika Hansson.

## Handling
Valle flyttar från landet till stan, men tänker åka tillbaka till sin häst när den ska föla. Han träffar Märta som inte är speciellt imponerad av killar från landet, men som ändå blir hans vän. Valle får ett brev i vilket hans genast uppmanas att komma till landet då hästen ska föla. Han saknar pengar till resan och har fått ett tips om hur man kan skaffa pengar, bara man satsar något själv. Märta och Valle reser tillsammans, men faror hotar då de olovandes har begett sig hemifrån.

## Rollista
- Jesper Lager – Valentin, "Valle", 14 år
- Ulrika Hansson – Märta, 14 år
- Yvonne Schaloske – Lena, Valles mamma
- Björn Granath – Lennart, Valles pappa
- Rune Turesson – Einar, hästuppfödare
- Lars Dejert – Stumpen
- Paredes Jorge Acuña – hyresgästen
- Axel Düberg – antikhandlaren
- Johan Hedenberg – mannen med hästen på Täby Galopp
- Gustav Boman – Kenta, gängledaren
- Lars Hansson – "Prästen", långtradarchauffören
- Krister Henriksson – "Ripper", man på ölkaféet
- Kristmann Ericson – Jerry, gängmedlem
- Carl-Ivar Nilsson	– hästtipsaren på ölkaféet
- Ole Ränge	– mannen i husvagnen
- Steinunn Sigurdardóttir – kvinnan i husvagnen
- Agneta Prytz – tant på Täby Galopp som satsar åt Märta och Valle
- Jacob S. Jonsson – ena mc-killen
- Bo Lyckman – andra mc-killen
- Allan Svensson – trafikpolisen
- Björne Öster – Chopper åkare (Sofia Hogs)
- Mats "Matte" Ahlgren – Chopper åkare (Sofia Hogs)
- Urd (Chopper motorcykel) [2]

## Om serien
Hästens öga producerades av Eréne Bergman och Peter Hald för Spice Filmproduktion AB och Sveriges Television AB TV2 och spelades in 1986. Manus skrevs av Lars Bill Lundholm och Gunilla Linn Persson och serien fotades av Göran Nilsson. Musiken komponerades av Ulf Dageby och filmen klipptes av Michal Leszczylowski. Den visades mellan 23 november och 7 december 1987 i Kanal 1.
Serien har belönats med flera priser. 1987 fick den hederspris i dramaklassen vid Prix Danube och Jesper Lager fick även motta Expressens TV-hederspris. Vid Banff Mountain Film Festival 1988 fick den första pris i seriekategorin.